# Liste der geschützten Landschaftsteile im Bezirk Leoben
Die Liste der geschützten Landschaftsteile im Bezirk Leoben enthält die geschützten Landschaftsteile im Bezirk Leoben.

## Geschützte Landschaftsteile
| Foto |                 | Name                        | ID       | Standort                    | Beschreibung                          | Fläche  | Datum      |
| ---- | --------------- | --------------------------- | -------- | --------------------------- | ------------------------------------- | ------- | ---------- |
| 1    | Datei hochladen | Walder Moor                 | GLT_0255 | Wald am Schoberpaß Standort |                                       | 8,93 ha | 23.01.1985 |
| 1    | Datei hochladen | Kaiserdenkmal in der Radmer | GLT_0256 | Radmer Standort             |                                       | 0,36 ha | 06.09.1984 |
| 1    | Datei hochladen | Tagbauteich in Seegraben    | GLT_0257 | Leoben Standort             |                                       | 0,42 ha | 25.05.1988 |
| 1    | Datei hochladen | Riedlteich im Seegraben     | GLT_0258 | Leoben Standort             | Der Teich ist seit 2013 ausgetrocknet | 0,36 ha | 26.06.1988 |